# Saint-Jacques-d'Ambur
 Saint-Jacques-d'Ambur  là một xã ở tỉnh Puy-de-Dôme trong vùng Auvergne-Rhône-Alpes, Pháp. Xã này có diện tích 20,4 km², dân số năm 2006 là 305 người. Khu vực này có độ cao từ 500-793 mét trên mực nước biển.